# 沙波奈
沙波奈（法語：Chaponnay，法語發音：[ʃapɔnɛ]）是法国罗讷省的一个市镇，属于里昂区。

## 地理
沙波奈（45°37'39"N, 4°56'10"E）面积18.89 平方千米，位于法国奥弗涅-罗讷-阿尔卑斯大区罗讷省，该省份为法国中东部省份，北起顺时针与索恩-卢瓦尔省、安省、里昂大都会、伊泽尔省和卢瓦尔省接壤。
与沙波奈接壤的市镇（或旧市镇、城区）包括：吕济奈、瓦朗桑、维莱特德维埃纳、科尔巴、马雷讷、米永斯、圣皮埃尔德尚迪约。

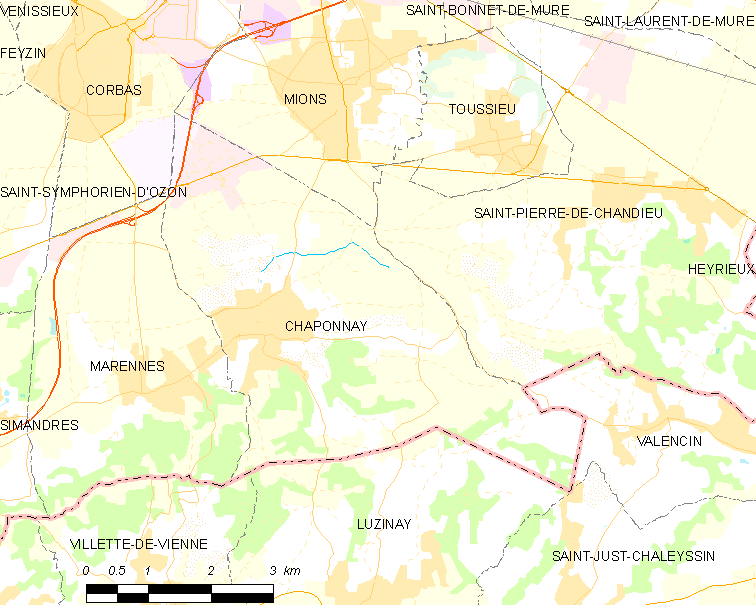
沙波奈的OSM定位图

沙波奈的时区为UTC+01:00、UTC+02:00（夏令时）。

## 行政
沙波奈的邮政编码为69970，INSEE市镇编码为69270。

## 政治
沙波奈所属的省级选区为奥宗河畔圣桑福里安县。

## 人口

1962-2008年间沙波奈人口变化图示

沙波奈于2022年1月1日时的人口数量为4519人。